# 阿伊耶卢尔
阿伊耶卢尔（Ayyalur），是印度泰米尔纳德邦Dindigul县的一个城镇。总人口14362（2001年）。

## 人口
该地2001年总人口14362人，其中男性7217人，女性7145人；0—6岁人口1679人，其中男887人，女792人；识字率52.68%，其中男性为62.87%，女性为42.39%。